# قوة إدخال معدومة

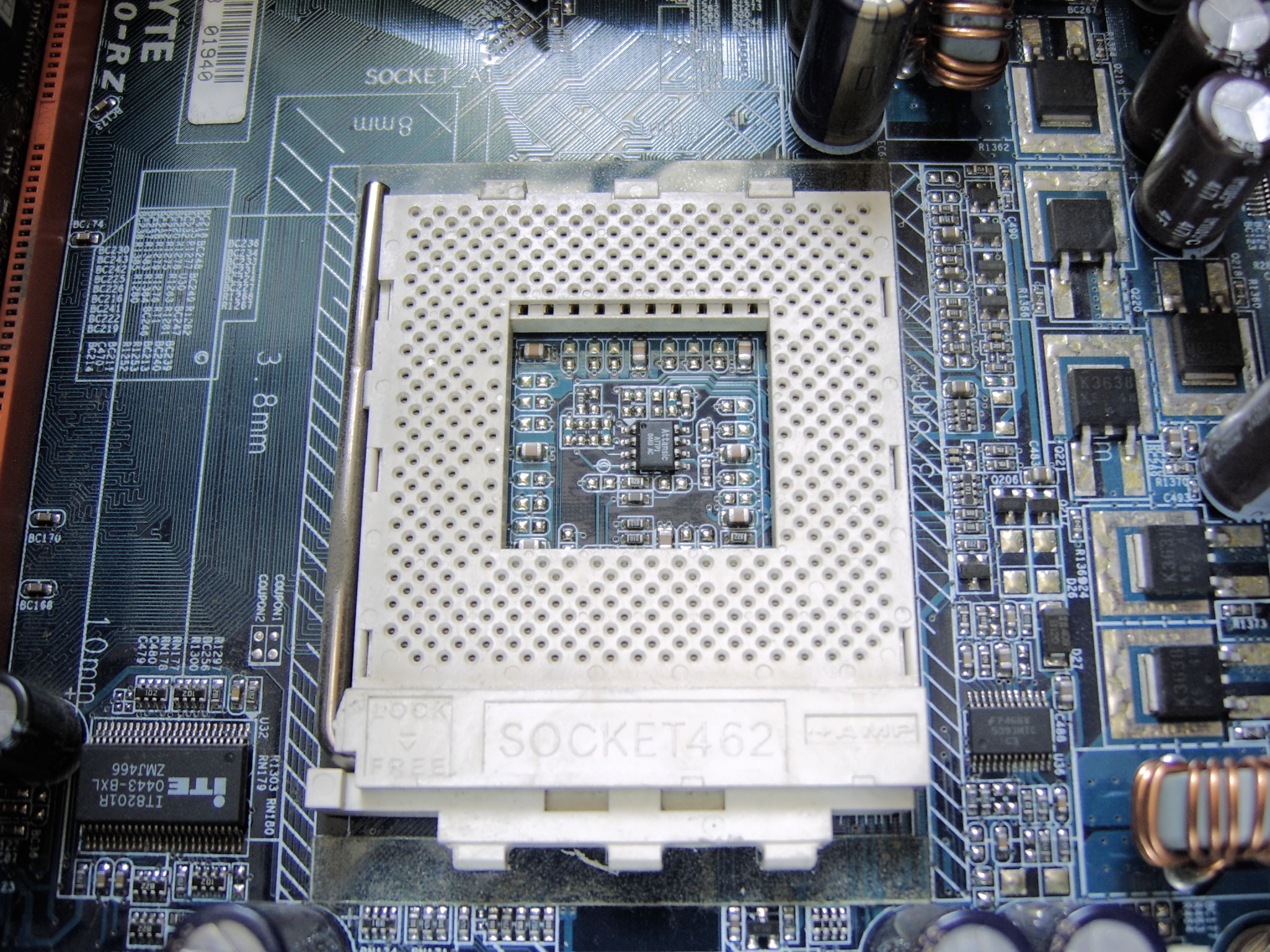
مقبس إي المستخدم لتقنية قوة إدخال معدومة

قوة إدخال معدومة (بالإنجليزية: Zero insertion force)‏ وهي تقنية صمِّمت لتحل المشاكل التي تنتج من إدخال الدارات المتكاملة في مقابسها بقوة دفع اليد. فإن الدارات المتكاملة العادية تحتاج إلى قوة دفع لإدخالها إلى مقابسها, وهذا قد يؤدي إلى ثني الإبر الموجودة على الدارة المتكاملة ويجعلها غير صالحة للاستخدام. وبازدياد عدد الإبر المستخدمة يزداد احتمال تني إبرة منها. ويقوم المستخدم في هذه التقنية برفع مقبض موجود إلى جانب المقباس والذي يؤدي إلى انزلاق المقبس إلى الأمام, ثم يتم إدخال الدارة المتكاملة بقوة إدخال شبه معدومة. ثم يتم إرجاع المقبض ليتم إدخال الإبر من جانبها إلى وصلاتهم الموجودة داخل المقبس. وإن المقابس المستخدمة لهذه التقنية تستخدم مكان أكبر على لوحات الإلكترونية المطبوعة وبالإضافة إلى ارتفاع سعرها عن المقابس العادية.